# مقاطعة زيتومير
مقاطعة زيتومير أو زِتُمير أُبلَست (الأوكرانية: Житомирська область) هي مقاطعة في شمال الغربي لأوكرانيا، مركزها الإداري مدينة زيتومير.

## الجغرافيا
تقع زيتومير في الجزء الشمالي الغربي لأوكرانيا، يحدها شمالًا روسيا البيضاء، وجنوبا مقاطعة فينيتسا، كما يحدها شرقا مقاطعة كييف، أما غربا فكل من مقاطعة خملنيتسكي ومقاطعة ريفنا.

تقدر مساحتها ب 29,832 كم²، حوالي 4.94٪ من المساحة الإجمالية لأوكرانيا.